# Umberto Bossi

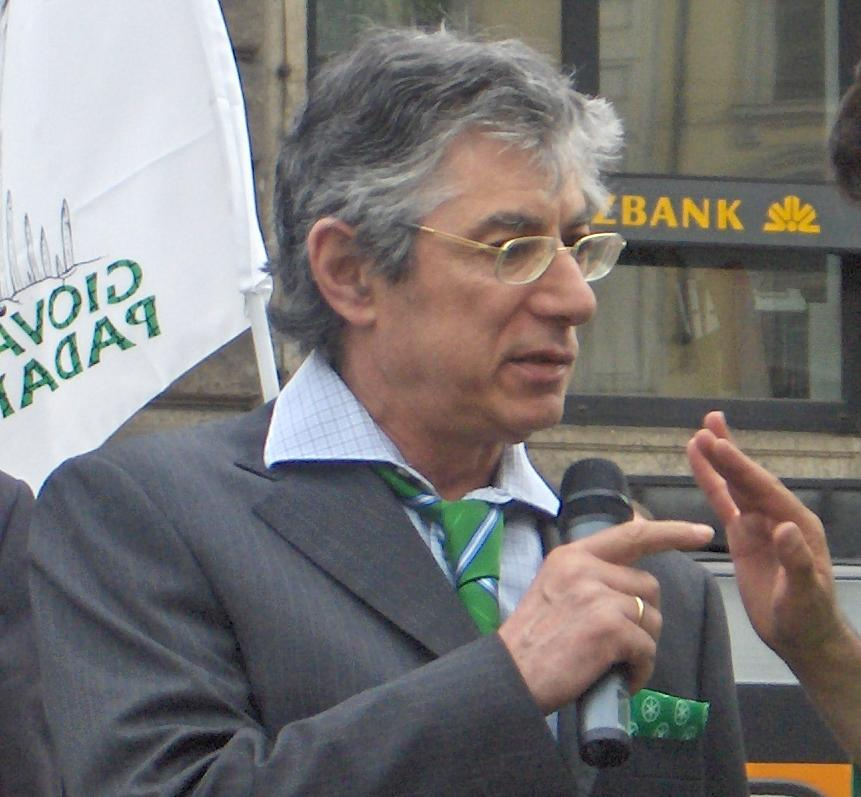
Umberto Bossi.

Umberto Bossi (Cassano Magnago, Lombardía, 19 de septiembre de 1941) es un político italiano que ejerció desde 1989 hasta el 5 de abril de 2012 como secretario federal de la Liga Norte, de la cual es fundador y, desde 2008, como diputado y ministro de las reformas para el federalismo de la República de Italia. Ha desempeñado también el cargo de diputado desde 1992 hasta 2001.
En julio de 2017, Bossi fue condenado a dos años y tres meses de prisión por malversación de fondos de la Liga Norte. Bossi, su hijo y el tesorero de la Liga utilizaron fondos de la formación para gastos privados como coches o la compra de un título universitario.

## Inicios

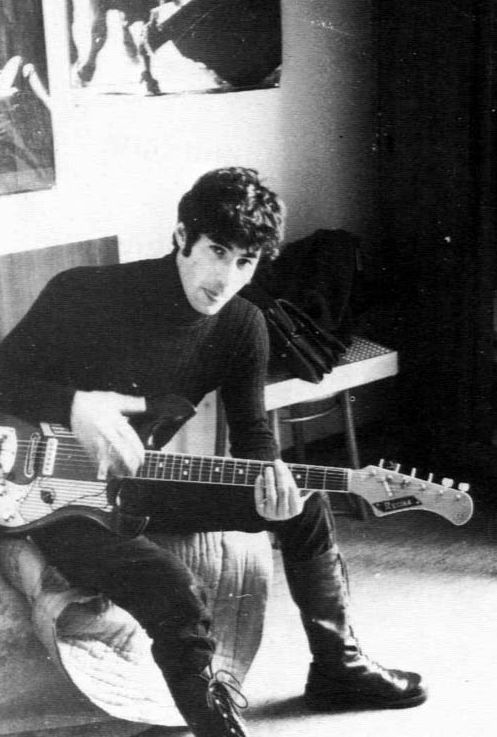
Donato en 1961.

Después de iniciar la carrera de medicina, abandonó sus estudios universitarios para dedicarse al mundo de la música (llegó a registrar un disco con el seudónimo de Donato) y luego a la política. Después de un encuentro con Bruno Salvadori, el entonces guía de la Union Valdôtaine, movimiento autonomista de la Valle d'Aosta, se dedicó a la política. 
En 1982, junto Roberto Maroni funda la Lega autonomista Lombarda, de la que fue nombrado Secretario nacional. El partido dio lugar, dos años más tarde, a la Lega Lombarda, con la que obtuvo sus primeros éxitos electorales, y finalmente, en 1989, fundó una coalición de movimientos y agrupaciones autonómicos de la Italia del Norte, la Lega Nord. En 1994 fue condenado por violación de las leyes sobre la financiación pública de partidos.

## Lega Nord
Tras cumplir su condena, fue elegido sucesivamente senador y después ministro con el gobierno de Silvio Berlusconi, con cuyo partido, Forza Italia, se unió para vencer en las elecciones de 1994 haciendo coalición con la conservadora Alleanza Nazionale. Tras abandonar esta coalición, llegó a acusar públicamente a Berlusconi de pertenecer a la Cosa Nostra.
En las elecciones anticipadas de 1996, alentado por los buenos resultados obtenidos, radicalizó la postura oficial de la Lega Nord, anunciando su proyecto de secesión de la Italia del Norte y, en última instancia, la independencia de la Padania.
En la misma época se hizo cargo de la dirección de varios medios de comunicación oficiales, como el periódico La Padania o Telepadania, y empezó a recibir acusaciones de xenofobia, que recayeron asimismo sobre otros dirigentes del partido.[cita requerida]
Aunque a veces expresa comentarios virulentos hacia la Unión Europea, votó a favor de los tratados de Maastricht (1992) y de Lisboa (2007).
En 1992, recibió una condena de ocho meses de prisión suspendida en el juicio Enimont sobre financiación ilegal de partidos políticos por parte de empresas. En enero de 1998, fue condenado a un año de prisión con suspensión de la pena y a una multa por incitación al asesinato. Durante una reunión pública, había pedido a sus militantes que "localizaran uno por uno a los fascistas" que habían votado al partido Alianza Nacional (AN) y que "los cogieran casa por casa".

## Enfermedad y regreso
En 2004 sufrió un grave infarto cerebral que lo obligó a una retirada parcial de la escena política y a un largo periodo de recuperación. Volvió un año más tarde, encabezando una serie de manifestaciones cada vez más radicales, en las que exigió la independencia de la Padania, la expulsión del norte de Italia de los inmigrantes ilegales y la «desmeridionalizacion» de la población de la Italia del norte, llegando incluso a ser condenado en dos ocasiones por injurias a la bandera italiana.[cita requerida]

## Ministro
En las elecciones de 2008, la Lega Nord formó de nuevo alianza de gobierno con el Pueblo de la Libertad de Berlusconi. Bossi fue nombrado Ministro de reformas para el federalismo (el federalismo fiscal es uno de los puntos fuertes del programa electoral de la Lega) mientras que Roberto Maroni fue nombrado Ministro de Interior, promulgando inmediatamente una serie de leyes que endurecían fuertemente las medidas contra la inmigración ilegal.[cita requerida] Durante su investidura, Bossi no dudó en insultar nuevamente a la bandera italiana alzando el dedo medio públicamente ante ella.[cita requerida]

## Frases
- "Cuando veo la tricolore me cabreo. Yo la uso para limpiarme el culo", durante una convención cerca del lago Como en 1997.[cita requerida]
- "La gente de la Liga la tiene dura", durante una asamblea de la Lega Nord en 2001.[cita requerida]
- "A ellos solo les interesa nuestro dinero —refiriéndose al gobierno— los lombardos jamas han tomado los fusiles pero para hacerlo hay una primera vez", Bérgamo, 2007.[6]
- "Son dos pedazos de mierda que han sido votados por los "sureños" que viven en Milán", refiriéndose a los candidatos a la alcaldía de Milán.[cita requerida]
- "Los inmigrantes nos los manda Gadafi"[cita requerida]
- "O hay referéndum o habrá guerra civil", sobre un supuesto referéndum de independencia, 1997.[cita requerida]
- "Dejar votar a los inmigrantes? Nunca, esta es nuestra casa y decidimos nosotros", respuesta del ministro a la pregunta de un inmigrante, en una rueda de prensa (2008).[cita requerida]
- "Si es necesario usaremos los fusiles contra la canallesca centralista romana", Verbania, abril de 2008 en un acto de campaña electoral.[7]